# نابغه (فیلم ۲۰۱۲)
«نابغه» (تلگویی: జీనియస్) یک فیلم است که در سال ۲۰۱۲ منتشر شد.